# Orthocephalus minimus
Orthocephalus minimus – gatunek pluskwiaka różnoskrzydłego z rodziny tasznikowatych i podrodziny Orthotylinae.
Gatunek ten opisany został w 2000 roku przez I. S. Drapolyuka i I. M. Kerzhnera, którzy jako miejsce typowe wskazali góry Karatau. W 2009 roku A. Namiatowa i F. Konstantinow dokonali jego redeskrypcji w ramach rewizji rodzaju.
Pluskwiak o ciele długości od 2,85 do 3,1 mm. Ubarwienie czarne, tylko zakrywka samca dymnoszara do czarniawej. Czarne, gęste, wzniesione owłosienie pokrywające wierzch ciała zmieszane jest ze srebrnymi łuskami. Samce są długoskrzydłe, a samice krótkoskrzydłe. Półpokrywy samic mają całkiem zlaną przykrywkę i międzykrywkę oraz pozbawione są zakrywki.
Owad znany z Kazachstanu.